# Claw (videojuego)
Claw (Capitan Claw) es un videojuego de plataformas de desplazamiento lateral en 2D desarrollado y publicado por Monolith Productions en 1997. Cuenta la historia de un gato pirata antropomórfico que emprende una búsqueda para encontrar un amuleto antiguo mientras lucha contra enemigos y resuelve acertijos. 
Claw es el segundo lanzamiento de la desarrolladora y distribuidora Monolith Productions, el mismo fue lanzado después de Blood que se lanzó el mismo año en el mes de mayo.

## Trama
Un famoso gato pirata, el capitán Nathaniel Joseph Claw, es encarcelado por los Cocker-Spaniards (una especie de perro, un juego de palabras con Cocker Spaniel) después de que atacan y hunden su barco. En la celda de la prisión, esperando su ejecución, encuentra una nota y un trozo de mapa escondidos en la pared. La nota habla del amuleto de las nueve vidas, un artefacto místico que otorga a su portador casi la inmortalidad. Al salir de su celda, Claw se propone recolectar las 9 gemas del amuleto y recuperarlo para sí mismo.
El juego comienza con Claw fuera de su celda. A medida que avanza por la prisión, finalmente llega a la pared exterior y escapa al bosque después de derrotar al alcaide, Le Rauxe. En el bosque, se encuentra con una banda de ladrones, encabezados por su antiguo interés amoroso, Katherine. Se las arregla para derrotarlos y encuentra la manera de salir del bosque, y hacia la cercana ciudad portuaria de El Puerto del Lobo, donde es perseguido por el magistrado Wolvington, y los guardias de la ciudad. Después de correr por la ciudad, escapar de los guardias y derrotar al propio Wolvington, el Capitán se tropieza con un bar y escucha una conversación entre dos miembros de la tripulación del Capitán Red Tail, un león que es el archienemigo de Claw. Se entera de que Red Tail también está buscando las gemas del amuleto, y que el primer oficial de Red Tail llamado Gabriel, tiene una de ellas en su poder.
Claw se abre paso rápidamente a través del puerto y salta al barco de Red Tail, donde derrota a los marineros (Gabriel entre ellos) y se esconde en el barco hasta que llega al puerto cerca de Pirate's Cove. Claw atraviesa las destartaladas estructuras de madera de la cala pirata, derrotando a los piratas y a su líder Marrow, el antiguo amigo de Claw. Claw desciende a las cuevas, donde descubre a su antigua tripulación, presuntamente muerta tras el ataque a su barco. La tripulación informa a Claw que un comerciante de la taberna les dio tres gemas, pero que se vieron obligados a darle dos a Red Tail; lograron quedarse con el tercero ya que Red Tail creía que solo había dos en su poder. Luego, la tripulación revela que Red Tail ha zarpado hacia Tiger Island, un lugar legendario que de la mayoría dudaba que existiera, incluido Claw. Claw toma la gema de la tripulación y una parte del mapa que muestra un camino a Tiger Island a través del laberinto de cavernas submarinas. La tripulación se ofrece a acompañarlo a través de las cuevas, pero Claw insiste en ir solo y le dice a su tripulación que adquiera un barco y lo encuentre allí. El Capitán toma el atajo a través de las cavernas, donde lucha con una raza extraña de enemigos del mar, que luchan contra él para defender a su rey: una criatura gigante parecida a una rana llamada Aquatis. Claw logra derrotar a Aquatis con explosivos.
Claw reaparece para enfrentarse a Red Tail y su tripulación en Tiger Island. Logra derribar a Red Tail y adquirir las dos últimas gemas, pero Red Tail escapa. Garra entra en el Templo del Tigre (Tiger Temple) en el corazón de la isla para reclamar el amuleto. Allí lucha contra los guardias tigre altamente entrenados, evita las muchas trampas mortales en el templo lleno de lava y derrota a Omar, el capitán de la guardia del tigre, que sostiene la gema final. Claw coloca las gemas en un pedestal y aparece la princesa Adora. Ella le da a Claw el amuleto, otorgándole 9 vidas, luego de resumir su aventura. Omar juró defender al poseedor del amuleto, convirtiéndose así en el guardaespaldas de Claw. El juego termina con Claw en su barco con el amuleto, junto a su tripulación y Omar.

## Niveles
El juego Claw tiene 14 niveles:
- Nivel 1 - La Roca
- Nivel 2 - Almenaje (The Battlements)
- Nivel 3 - Sendero (The Footpath)
- Nivel 4 - Bosque Oscuro (Dark Woods)
- Nivel 5 - Municipio (The Township)
- Nivel 6 - Puerto Lobos
- Nivel 7 - Muelles (The Docks)
- Nivel 8 - Atilleros (Shipyard)
- Nivel 9 - Cala Pirata (Pirates' Cove)
- Nivel 10 - Precipicios (The Cliffs)
- Nivel 11 - Cavernas (The Caverns)
- Nivel 12 - Cuevas Submarinas (Undersea Caves)
- Nivel 13 - Isla Tigre (Tiger Island)
- Nivel 14 - Templo (The Temple)

## Desarrollo

### Motor Gráfico
Claw utilizó el motor gráfico WAP32 "Windows Animation Package", el cual fue desarrollador y adecuándolo a los recientes Windows 95 y DirectX por el programador líder Brian Goble.

### Diseño
Por parte del apartado gráfico, todo fue diseñado a mano, los fondos de los escenarios fueron pintados a mano por el artista Lonnie Smith, logrando un maravilloso resultado visual. Los diseños de los personajes también eran hechos completamente a mano. El equipo era muy fructífero en ideas, muchas de ellas se quedaban y otras eran desechadas. De esos diseños salían quienes serían los amigos, enemigos y jefes de niveles, algunos con sus propias historias pasadas. 
Gracias a una entrevista realizada a Matt Hayhurst, podemos saber que, por ejemplo, Katherine (jefe del nivel 4) iba a ser presentada como la exnovia de Claw quien habría robado su barco. La idea fue desechada ya que es moralmente cuestionable tener que golpear a una exnovia, más si es un juego infantil. También se había pensado que Aquatis, la criatura marina de tentáculos, fuese inicialmente un gran pez gato. Lo más curioso quizá fue la idea de un compañero de ruta para Claw, para un posible modo cooperativo de dos jugadores. Este personaje iba a llamarse Rápido Villagato y sería más rápido que Claw pero con menos habilidad de salto. Esta idea habría sido interesante verla desarrollada, lamentablemente el modo cooperativo no prosperó.
Muchos de los diseños que se desecharon fueron guardados para una posible secuela. Entre ellos estaba Calico Jack, un pirata que aparece en los carteles de los más buscados que adornan algunas ciudades del juego, ante el cual Claw dice "a mí no me vas a vencer" si pasa frente a él. Éste aparentemente jugaría el rol de rival del protagonista, e incluso da la impresión que querían incluirlo como jefe de algún nivel. También fueron reservados los diseños de personajes como las Teenage Mutant Pirate Turtle (parodia de las Tortugas Ninja), Governor Thorson y Archbishop Carindale, a quienes nos habría gustado ver en acción.

### Animaciones
El juego constaba de varias animaciones entre los niveles. Pequeñas películas de dibujos animados que narraban las aventuras de Claw y enlazaban los niveles que los jugadores transitarían. Para esto, un equipo liderado por Donnald Wallace trabajó a mano los dibujos para luego digitalizarlos y darles vida mediante el software Softimage Toonz. En total, las animaciones duran alrededor de 20 minutos, siendo la introducción (de siete minutos) y la escena de la taberna las que más trabajo costaron al equipo, por requerir dibujos animados, renderizaciones 3D, efectos especiales y fondos pintados a mano. El equipo había discutido el estilo que tendrían las animaciones, y se optó por un estilo "Disney", más familiar y amigable, pues también se había barajado un estilo más realista y serio como el de la portada de Claw. Además habían pensado hacer las animaciones más extensas, explicando más detalles de la trama del juego, pero Monolith no cedió a la idea, seguramente porque tomaría mucho tiempo desarrollarla y porque era muy costoso. En total, el equipo animador demoró un año completo en tener la película completa finalizada.

### Multijugador
Claw fue anunciado con un modo de multijugador el cual originalmente presentaría 16 niveles y admitiría hasta 256 jugadores simultáneos a través de la red NANI, la cual fue creada por Microsoft y National Amusement Network, Inc. (NANI), según GamePro. Tras su lanzamiento solo contó con 14 niveles y hasta 64 jugadores simultáneos y se puede jugar a través de Internet o LAN. El jugador también tenía la opción de descargar automáticamente las puntuaciones más altas o registrarse en el ranking de Claw para la autoevaluación. Sin embargo, esto último ya no es posible, ya que se han interrumpido todos los servicios relacionados.

### Formatos y Lanzamientos
Originalmente fue editado por Producciones Monolith en formato CD, luego se lanzó una versión especial en DVD. El lanzamiento incluía contenido adicional, como escenas totalmente animadas y gráficos más detallados. También se incluyó en el conjunto Creative PC DVD Encore Dxr2.
Luego tuvo varias versiones editadas por editores locales en diferentes países, como por ejemplo: Estados Unidos, Reino Unido, Polonia, Rusia, Italia, Argentina, Brasil, Australia, Corea, Hungría e Israel.
En agosto del 2006 fue lanzada una reedición por parte del editor Techland de Claw en Polonia llamada "Drapiezna Edycja", que incluye el juego completo, fondos pantalla y un paquete de niveles personalizados. Y como regalo puedes elegir entre una gorra y un balón inflable.

## Versiones
Claw tiene varias versiones en diferentes idiomas, en los cuales el nombre principal es cambiado o adaptado a un nombre local según el idioma en cuestión.

### Versiones Dobladas
- Claw (Captain Claw) - Versión Inglesa
- Claw (Capitán Claw) - Versión Española
- Kapitan Pazur - Versión Polaca (Distribuida por Techland)
- Капитан Клык - Versión Rusa (Distribuida por Руссобит-М o Russobit-M)
- Коготь (Капитан Коготь) - Versión Rusa No Oficial
- Claw (Kralle) - Versión Alemana (Distribuida por CDV)
- Capitão Claw (Claw) - Versión Portuguesa

### Versiones No Dobladas
- Claw (캡틴 클로) - Versión Coreana
- Claw - Versión Australiana (Distribuida por Corporación Hilad)
- Claw (Karom) - Versión húngara (Distribuida por Tesco)
- Capitán Artiglio (Claw) - Versión italiana (Distribuida por Microforum Italia S.p.A.)
- קפטן הוק (Claw o Capitán Hawk) - Versión en hebreo (Distribuida por Next Multimedia)

## Versiones Fanmade
Actualmente se pueden conseguir versiones creadas por fanáticos del videojuego, en especial las realizadas por el foro de fanes polaco "The Claw Recluse". Estas versiones incluyen la versión completa del juego, preparado específicamente para los nuevos sistemas operativos de Microsoft Windows (Windows 7, Windows 8 y Windows 10). Incluye la actualización de CrazyHook (creada por los usuarios Zax37 y Kubus_PL) en su versión 1.4.4.4 (2018), así como dgVoodoo para la emulación.

### CrazyHook Update
El 30 de septiembre de 2013 se lanzó la primera beta publica de CrazyHook, el cual incluye las siguientes características:
- Compatibilidad con WapWorld (creador de niveles personalizados).
- Soporte para lógicas de objetos personalizadas escritas en el lenguaje de programación Lua.
- Uso de recursos externos (imágenes, sonidos y lógicas) para niveles personalizados.
- Argumentos de línea de comando.
- Correcciones de errores menores.
- Nuevos códigos de trucos.

### Re-implementaciones
- OpenClaw[7] programado en C++.
- ClawJS[8] programado en javascript y montado en un servidor de node.js.
- ClawSwitch[9] - port basado en OpenClaw para la Nintendo Switch.

## Recepción
Claw recibió críticas mixtas a positivas. Allgame le dio a Claw una crítica muy positiva, comparando su valor de disfrute con las franquicias de Super Mario y Crash Bandicoot. GameSpot le dio a Claw una puntuación de 7.7, indicando que es "fácilmente el mejor desplazamiento lateral moderno disponible para PC". Colin Williamson de PC Gamer elogió los gráficos y el modo de 64 jugadores, pero criticó el juego por ser demasiado similar a otros juegos de desplazamiento lateral. Craig Majaski de WorldVillage elogió el juego y le dio una puntuación de 4/5. Gamasutra (Daniel Bernstein) citó el uso del sonido en el juego como un ejemplo de entornos inmersivos en los juegos. PC Powerplay le dio al juego una puntuación mixta del 62%; El crítico David Wildgoose criticó la decisión de Monolith de lanzar un juego de plataformas en 2D a fines de la década de 1990, mencionando el lanzamiento contemporáneo de juegos en 3D como Super Mario 64 y Tomb Raider, y concluyó que Claw "podría haber sido un excelente juego de plataformas en 3D". A pesar de su éxito, el juego es conocido por su alta dificultad. Se considera un clásico de culto por su estilo único, sentido de la aventura y hermosos gráficos.
En una revisión retrospectiva positiva, Anthony Burch de Destructoid escribió que Claw es "accesible" y "divertido", pero citó la alta dificultad del juego.

## Juego

### Tesoros
A través del juego se podrá ir recogiendo tesoros. Algunos se consiguen tras derrotar enemigos, y otros estarán esparcidos por el mapa. Los más valiosos estarán ocultos, o se necesitarán un Ratón Blanco o Rojo para alcanzarlos, u otros se necesitará entrar en un Agujero Negro, donde el lugar estará lleno de trampas. Todos los tesoros (excepto monedas, perlas y oro) se encuentran de 4 colores: esmeralda, zafiro, rubí, y amatista (todos valen lo mismo). Por cada medio millón de puntos, te dan una vida extra.
- Monedas (Coins) Las monedas son el tesoro más común en el juego, fáciles y accesibles de encontrar. Cada una vale 100 puntos.

- Oro (Gold) Las barras de oro son el segundo tesoro más común, pero no debe desaprovecharse. Cada una vale 500 puntos.

- Anillo (Ring) Los anillos son algo más difíciles de encontrar, y son algo valiosas. Algunos enemigos llevan muchos de ellos. Cada uno vale 1500 puntos.

- Cáliz (Chalice) Los cálices son un buen tesoro para cualquiera. Valen 2500 puntos.

- Cruz (Cross) Las cruces son usualmente encontradas en grupos, también pueden hallarse en áreas secretas. Valen 5000 puntos.

- Cetro (Scepter) Los cetros usualmente vienen en par y son muy valiosos. Valen 7500 puntos.

- Salamanquesa (Gecko) Las salamanquesas son encontrados no tan difícilmente y son un buen tesoro. Valen 10000 puntos.

- Corona (Crown) Son tesoros encontrados únicamente en lugares difíciles de alcanzar, venciendo enemigos o usando catnip. Valen 15000.

- Cráneo (Skull) Los cráneos son muy difíciles de conseguir, pero son el mejor tesoro. Valen 25000 puntos.

### Ataques
Existen 4 tipos de ataques. De cuerpo a cuerpo que es ilimitado, pistola, magia, y dinamita. Estos tres últimos son limitados, y se pueden llevar hasta 99 municiones de cada uno.
- Cuerpo a cuerpo Que incluyen ataques de puñetazo, patada, y espada. Contra los enemigos más fuertes solo se podrá usar espada. Se requiere de uno a tres ataques para derrotar a los enemigos comunes, según la fuerza y habilidad de estos. Este es el único tipo de ataque que puede hacerle daño a los jefes. También si se le acerca lo suficiente a un enemigo, se podrá levantar a este y arrojarlo con fuerza (aunque recibe menos daño, y si no lo sujetas rápidamente el enemigo te atacará).

- Pistola Por supuesto, todo pirata lleva consigo una pistola. Se requiere de uno a dos disparos para derrotar enemigos comunes, algunos (los de niveles más avanzados) pueden bloquearlos.

- Claw Mágico El Claw (Garra) mágico es un ataque azul poderoso e imbloqueable (excepto con los enemigos que tienen la habilidad de rodar y por los jefes de los niveles). Además el Claw mágico seguirá avanzando hasta vencer a los enemigos más cercanos. Es suficiente con un ataque para derrotar enemigos comunes.

- Dinamita La más destructiva de las armas. La desventaja es que el enemigo debe estar cerca para recibir el daño, pero una vez alcanzado será derrotado.

### Municiones
La pistola, el Claw mágico, y la dinamita, tienen municiones limitadas. Pero a través del juego se pueden ir encontrando municiones para estas armas.

#### Balas
- Disparo (Shot): Dan 5 balas para la pistola.

- Bolza de disparos (Shot bag): Dan 10 balas para la pistola.

#### Magia
- Resplandor mágico (magic glow): Dan 5 ataques para el Claw (Garra) mágico.

- Resplandor estelar mágico (Magic star glow): Dan 10 ataques para el Claw (Garra) mágico.

#### Cartuchos de dinamita
- Dinamita (Dynamite): Dan 5 cartuchos de dinamita.

### Salud
El máximo de salud es de 100, y se puede llegar a tener hasta 9 vidas extra. Pero a través del juego se pueden ir encontrando subidores de vida, según el nivel.

#### Comida
Dan 5 de vida.
- Pan y agua (Bred and water): Encontrado en los niveles 1 y 2.

- Manzana y uvas (Apple and grapes): Encontrado en los niveles 3 y 4.

- Tres botellas de leche (Three bottle of milk): Encontrado en el nivel 5.

- Botella de leche (Bottle of milk): Encontrado en el nivel 6.

- Pez (Fish): Encontrado en los niveles 7 y 8.

- Queso y jugo (Cheese and juice): Encontrado en los niveles 9 y 10.

- Setas (Mushrooms): Encontrado en los niveles 11 y 12.

- Frutas tropicales (Tropical fruits): Encontrado en el nivel 13.

- Carne y uvas (Meat and grapes): Encontrado en el nivel 14.

#### Pociones
Las pociones pueden encontrarse en todos los niveles. La potencia de las pociones varían según su tamaño (la más pequeña es la 1 y la más grande la 3).
- Poción de salud 1 (Health potion 1): Da 10 de vida.

- Poción de salud 2 (Health potion 2): Da 15 de vida.

- Poción de salud 3 (Health potion 3): Da 25 de vida.

### Poderes
Los poderes que se van consiguiendo a través del juego, permiten hacer que Claw salte más alto (y así llegar a zonas secretas), corra más rápido, sea más fuerte, sea invisible, sea inmune a los ataques, tenga un poderoso ataque a larga distancia, o incluso da una vida extra.
- Ratón de felpa blanco (White cat nip) Es un ratón de peluche que por 16 segundos (o a veces 9, dependiendo del nivel, el tiempo puede variar ligeramente) te hará saltar más alto, correr más rápido, y ser más fuerte. Con esto podrás acceder a lugares inalcanzables, donde hay abundantes tesoros valiosos.

- Ratón de felpa rojo (Red cat nip) Es un ratón de peluche que por 26 segundos (el tiempo puede variar ligeramente) te hará saltar más alto, correr más rápido, y ser más fuerte. Con esto podrás acceder a lugares inalcanzables, donde hay abundantes tesoros valiosos.

- Espada de fuego (Fire Sword) Es una espada en llamas, hace que tu espada tenga poderes de fuego, pudiendo realizar ataques a larga distancia y tan poderosas como el Claw mágico. Dura 25 segundos.

- Espada de hielo (Ice Sword) Es una espada congelada, hace que tu espada tenga poderes de hielo, pudiendo realizar ataques a larga distancia y tan poderosas como el Claw mágico. Dura 26 segundos.

- Espada de relámpagos (Lightning sword) Es una espada en truenos, hace que tu espada tenga poderes de relámpagos, pudiendo realizar ataques a larga distancia y tan poderosas como el Claw mágico. Dura 26 segundos.

#### Invisibilidad (Invisibility)
Es un cráneo semitransparente, que te vuelve invisible ante todos los enemigos, pero si los tocas, aún pueden hacerte daño por el contacto y además estos te detectarían. Dura 26 segundos. Solo las gaviotas serán capaces de verte.

#### Invulnerabilidad (Invulnerability)
Es un corazón de plata que te vuelve completamente inmune a todo tipo de ataques de todos los enemigos, excepto si caes en fosos o lugares que causan la muerte instantáneamente.

#### Vida extra (Extra life)
Es una pequeña cabeza del capitán Claw, que te da una vida extra. Se puede tener a llegar a tener hasta nueve vidas extra (Otra manera de conseguir vidas extras es llegar a medio millón de puntos).

## Legado
Alrededor de 1999, Monolith estaba desarrollando una secuela de Claw llamada Claw 2 3D utilizando su motor gráfico 3D llamado LithTech. Sin embargo, debido a problemas de derechos de autor con el personaje Captain Claw, Monolith abandonó el proyecto y pasó todos los códigos y activos de la secuela inédita a un desarrollador de juegos polaco llamado Techland. Techland anunció que se lanzaría una secuela de Claw en noviembre de 2007 bajo el nombre de Claw 2. La fecha de lanzamiento se retrasó hasta 2008 y el juego pasó a llamarse Jack, the Pirate Cat a Nikita: The Mystery of the Hidden Treasure y se lanzó un avance en YouTube. El juego fue lanzado más tarde ese año y se convirtió en un juego independiente que no tenía nada que ver con el juego original.